# تبی، سوئد
تِبی (به سوئدی: Täby Municipality) یک ناحیهٔ شهری در سوئد است که در شهرستان استکهلم واقع شده است.